# 肯氏鯧鰺
肯氏鯧鰺（学名：Trachinotus kennedyi），為輻鰭魚綱鱸形目鱸亞目鰺科鯧鰺屬下的一個種，分布於東大西洋區，從墨西哥下加利福尼亞半島至厄瓜多海域，本魚體粗短呈菱形且側扁，吻圓鈍，口具絨毛狀齒，頭部及體上半部為深灰色，腹部銀白色，體長可達90公分，成魚棲息在沿海淺水域，幼魚則常出現在河口區，屬肉食性，以軟體動物、甲殼類及魚類為食，可做為食用魚及游釣魚。